# Panchrysia chryson
Panchrysia chryson är en fjärilsart som beskrevs av Moritz Balthasar Borkhausen 1792. Panchrysia chryson ingår i släktet Panchrysia och familjen nattflyn. Inga underarter finns listade i Catalogue of Life.